# Episodi de La mia vita con Derek (seconda stagione)
| nº | Titolo originale        | Titolo italiano          | Prima TV Canada   | Prima TV Italia |
| -- | ----------------------- | ------------------------ | ----------------- | --------------- |
| 1  | Date with Derek         | Appuntamento con Derek   | 1º luglio 2006    |                 |
| 2  | He Shoots, She Scores   | I due allenatori         | 29 luglio 2006    |                 |
| 3  | Middle Manic            | L'intermediario          | 22 settembre 2006 |                 |
| 4  | Venturian Candidate     | Competizione elettorale  | 29 settembre 2006 |                 |
| 5  | Battle of the Bands     | Datemi una cantante      | 6 ottobre 2006    |                 |
| 6  | Lies My Brother Told Me | Il signore delle bugie   | 13 ottobre 2006   |                 |
| 7  | Crushin' the Coach      | Smascherare l'allenatore | 20 ottobre 2006   |                 |
| 8  | Prank Wars              | Il re degli scherzi      | 27 ottobre 2006   |                 |
| 9  | Freaked Out Friday      | Ribellione               | 3 novembre 2006   |                 |
| 10 | The Bet                 | La scommessa             | 17 novembre 2006  |                 |
| 11 | Mice and Men            | Topi e uomini            | 1º dicembre 2006  |                 |
| 12 | Dinner Guest            | Una cena perfetta        | 8 dicembre 2006   |                 |
| 13 | Dating Game             | Un fidanzato per Casey   | 15 dicembre 2006  |                 |

## Appuntamento con Derek
- Titolo originale: Date With Derek
- Diretto da: Paul Fox
- Scritto da: Jeff Biedermann

### Trama
Derek inizia a frequentare Emily, ma Casey crede che la stia solo usando e decide di pedinarli al loro primo appuntamento.
Intanto, Lizzie confessa a George di non saper ballare.
- Guest star: Arnold Pinnock (Paul), Shadia Simmons (Emily), Kit Weyman (Sam)
- Altri interpreti: Mark Andrada (cameriere), Rebecca Williams (Debbie)

## I due allenatori
- Titolo originale: He Shoots, She Scores
- Diretto da: Benjamin Weinstein
- Scritto da: Bernice Vanderlaan

### Trama
Casey e Derek si sfidano per vedere chi dei due è più bravo a dare consigli ai fratelli minori.
Casey aiuta Edwin a parlare con Tanya, una sua compagna di scuola, mentre Derek dà a Lizzie delle lezioni di hockey.
- Guest star: Arnold Pinnock (Paul)
- Altri interpreti: Madison Falle (Tanya)

## L'intermediario
- Titolo originale: Middle Manic
- Diretto da: Paul Fox
- Scritto da: Jeff Biedermann

### Trama
Il rapporto tra Casey e Sam sembra essere ormai agli sgoccioli perché i due si lasciano e si riprendono in continuazione.
Siccome Sam gioca bene a hockey solo quando sta con Casey e c'è in palio un viaggio in Svezia, Derek chiede aiuto a Emily per farli rimettere insieme.
- Guest star: Arnold Pinnock (Paul), Shadia Simmons (Emily), Kit Weyman (Sam)

## Competizione elettorale
- Titolo originale: Venturian Candidate
- Diretto da: Paul Fox
- Scritto da: Jeff Biedermann

### Trama
Casey si candida alle elezioni scolastiche.
Essendo tuttavia poco popolare al liceo, Casey chiede a Derek di gareggiare al posto suo.
- Guest star: Arnold Pinnock (Paul), Shadia Simmons (Emily), William Greenblatt (Sheldon Shlepper)
- Altri interpreti: Michael Kanev (Tinker), Cassandra Chung e Tia Cardoza (cheerleader di Shlepper), Corey Gorewicz (studente)

## Datemi una cantante
- Titolo originale: Battle of the Bands
- Diretto da: Paul Fox
- Scritto da: Edward Riche

### Trama
I D-ROCK si preparano alla competizione musicale della scuola, ma Derek si rende conto che alla band manca un cantante e ingaggia, pur se non lo vorrebbe, Casey.
- Guest star: Arnold Pinnock (Paul), Kit Weyman (Sam), William Greenblatt (Sheldon Schlepper), Shane Kippel (Ralph)
- Altri interpreti: Sarah White (cantante lirica), Elizabeth Greig (cantante folk), Quin Morris (ragazza), Nathan James Pidgeon (MC)

## Il signore delle bugie
- Titolo originale: Lies My Brother Told Me
- Diretto da: Ben Weinstein
- Scritto da: Daphne Ballon e Al Schwartz

### Trama
Casey si dimentica di fare un progetto scolastico e Derek le insegna a mentire all'insegnante per ottenere una proroga.
La bugia è che Casey non ha fatto il compito per vegliare il suo cane morente Bob, così la professoressa si presenta a casa Venturi con un cane da regalare a Casey.
- Guest star: Shadia Simmons (Emily), Catherine Disher (signora Pummelman)
- Altri interpreti: Jonathan Brass (Dylan)

## Smascherare l'allenatore
- Titolo originale: Crushing the Coach
- Diretto da: Ron Murphy
- Scritto da: Jeff Bierdemann

### Trama
Casey prende una cotta per Scott, l'attraente allenatore della squadra femminile di calcio di Lizzie.
Derek scopre che Scott in realtà fa il cascamorto con tutte le sorelle delle sue giocatrici.
- Guest star: Arnold Pinnock (Paul), Brett Ryan (Scott)
- Altri interpreti: Tara Shelley (Kate), Meaghan Wilkinson (Jenny), Brittany Kay (Beth)

## Il re degli scherzi
- Titolo originale: Prank Wars
- Diretto da: Ron Murphy
- Scritto da: Jeff Bierdemann

### Trama
A causa di uno scherzo di Derek, Casey arriva tardi a scuola e desta una pessima impressione di fronte al nuovo preside Lassiter.
Casey decide di vendicarsi, rubando la mobilia dell'ufficio di Lassiter, ma rischia di far espellere Derek perché ha perso il suo tesserino scolastico.
- Guest star: Arnold Pinnock (Paul), Shadia Simmons (Emily), John Nelles (preside Lassiter)
- Altri interpreti: Michael Kanev (Tinker), Chris Asaro e Shane Smith (amici di Derek)

## Ribellione
- Titolo originale: Freaked Out Friday
- Diretto da: Ben Weinstein
- Scritto da: Daphne Ballon

### Trama
Edwin e Lizzie si ribellano ai loro fratelli maggiori perché si sentono sfruttati.
I genitori pensano che sia colpa della pubertà.
- Altri interpreti: Stephen Joffe (Jason)

## La scommessa
- Titolo originale: The Bet
- Diretto da: Ron Murphy
- Scritto da: Alex Pugsley

### Trama
Casey e Derek iniziano una stupida gara di scommesse.
In una di esse Casey deve invitare ad uscire Trevor, un ragazzo dark poco socievole.
- Guest star: Arnold Pinnock (Paul), Shadia Simmons (Emily), Alex House (Trevor)

## Topi e uomini
- Titolo originale: Mice and Men
- Diretto da: Steve Wright
- Scritto da: Daphne Ballon e Sherry White

### Trama
Kendra, una delle ragazze più popolari della scuola, vuole che Casey sia la sua compagna in un progetto scolastico.
Casey, per vendicarsi con Derek per i suoi scherzi, mente al fratellastro, innamorato di Kendra, dicendogli che a Kendra non piacciono i ragazzi immaturi come lui.
- Guest star: Arnold Pinnock (Paul), Shadia Simmons (Emily), Lauren Collins (Kendra)

## Una cena perfetta
- Titolo originale: Dinner Guest
- Diretto da: Paul Fox
- Scritto da: Daphne Ballon

### Trama
Casey è emozionata perché ha invitato suo padre Dennis a cena e vuole che tutto sia perfetto.
Il papà di Casey fa amicizia con Derek.
- Guest star: Arnold Pinnock (Paul), Shadia Simmons (Emily), Lauren Collins (Kendra), Rick Roberts (Dennis)

## Un fidanzato per Casey
- Titolo originale: The Dating Game
- Diretto da: Steve Wright
- Scritto da: Daphne Ballon

### Trama
Kendra e Derek organizzano una festa per trovare un fidanzato a Casey.
Tuttavia, nessuno dei candidati sembra piacerle.
- Guest star: Shadia Simmons (Emily), Lauren Collins (Kendra), William Greenblatt (Sheldon Schlepper), Robbie Amell (Max)
- Altri interpreti: Casey Wolfman (Anatole), Edward Kennington (Craig), Joshua Lockhart (Dimmy), Peter Pasyk (Philip), Shane Smith (Zack)